# Eoscarta nobilis
Eoscarta nobilis är en insektsart som beskrevs av Victor Lallemand 1924. Eoscarta nobilis ingår i släktet Eoscarta och familjen spottstritar. Inga underarter finns listade i Catalogue of Life.